# Primeiro Grande Despertamento
O Primeiro Grande Despertar (português brasileiro) ou Primeiro Grande Despertamento (português europeu), foi um período de alta atividade religiosa, principalmente no Reino Unido e nas colônias da América do Norte entre 1730 e 1740.

## Leitura recomendada